# Колесников, Владимир Климентьевич
Владимир Климентьевич Колесников (27 июня 1937 — 30 сентября 2010) — советский и российский график, иллюстратор, член Союза художников СССР (1967).

## Биография
Родился 27 июня 1937 года в Воронеже.
В 1954 году переехал в Новосибирск.
В 1957 году выходит в свет проиллюстрированная Колесниковым книга Теофиля Готье «Капитан Фракасс».
В 1963 году окончил Новосибирский инженерно-строительный институт имени В. В. Куйбышева (архитектурный факультет), где обучался под руководством известного архитектора и педагога В. С. Масленникова. С этого же года начал участвовать в областных, региональных, республиканских, всесоюзных и международных выставках.
С 1967 года — член Союза художников СССР.
Умер 30 сентября 2010 года.

## Творчество
Основой творческой жизни Колесникова была станковая и книжная графика.
Особое внимание в его работах уделяется теме прошлого Сибири. Увлечение историей региона, многократные путешествия по старинным городам и скрупулёзные исследования архивных и библиотечных фондов стали основой для создания художником сотен книжных иллюстраций и станковых листов.
В Новосибирском художественном музее хранится коллекция произведений Колесникова, связанная с книгой «Повесть о Тобольском воеводстве» Леонида Мартынова. Изящно выполнена компоновка гравюр из серии «Ястребиная охота», где гармонично сочетаются рисунок и текст. А ряд листов с изображениями сибирских острогов Тобольска, Нарыма, Томска, Мангазеи, Сургута и Тюмени знакомит с историей освоения Сибири.
В своих трудах Владимир Колесников мастерски восстанавливает вид исчезнувших острогов. Простота рисунка, благородство и сдержанность цветов продиктованы суровым и лаконичным внешним обликом этих строений. Вместе с тем художник использует стилизацию, что связано со специфическими особенностями книжного иллюстрирования. Продуманное сочетание изображений, шрифтовых надписей и гербов превращает обычное зрительное сопровождение текста в равнозначный элемент повествования.
В коллекции Новосибирского художественного музея находятся также посвящённые острожному творчеству станковые листы из серий «Сибирь старинная» и «Сибирские остроги». Работы из последней очень разнообразны: строгая коричневая гамма «Кузнецкого града» и сдержанный «Сибирский город Нарым», утончённый молочно-чёрный «Енисейск град» с серебристыми проблесками и лаконичный зеленовато-тёмный «Епанчин град». В композиции ажурного с чётко изображёнными силуэтами «Кузнецкого караульного града» использован характерный для графики Колесникова приём совмещения разных точек зрения, а монотипия «Острог» объединяет в себе показанные снизу, сверху и сбоку постройки в прямой и обратной перспективах.
Произведения серии «Сибирь старинная», напротив, выполнены в едином стиле и позволяют увидеть точность выбранных художником для каждого изображения выразительных средств и приёмов. Особенно привлекательны красочные листы «Нарым» и «Томск» со сказочностью образов.
Работы Владимира Колесникова хранят в себе обаяние прошлого и являются неотъемлемой частью художественной культуры Сибири.

## Творческое признание
Произведения художника неоднократно отмечались наградами на всероссийских и всесоюзных книжных выставках-конкурсах[какими?].